# Поляков, Сергей Васильевич
Сергей Васильевич Поляков (укр. Сергій Васильович Поляков; род. 23 января 1953, пгт. Оленовка) — украинский государственный деятель.

## Биография
Родился 23 января 1953 года в посёлке городского типа Оленовка Сталинской области.
Закончил Харьковский инженерно-экономический институт по специальности инженер-экономист.
В 1970 году устроился работать электрослесарем в шахтоуправление № 9 комбината «Торезантрацит». Работал директором шахты «Волынская», входящей в состав производственного объединения «Торезантрацит». Занимал руководящие должности на угольных предприятиях Донбасса.
Был первым секретарём Торезского горкома Компартии Украины, после председателем Торезского горисполкома. С 1990 года — председатель Торезского городского совета
В сентябре 1995 года защитил диссертацию на тему «Оптимальное развитие и размещение шахт в Торезско-Снежнянском районе Донбасса» и получил учёную степень кандидата технических наук.
С 13 июля 1996 по 18 июля 1996 года занимал должность министра угольной промышленности Украины в правительстве Лазаренко.
С 18 июля 1996 по 14 мая 1997 года занимал должность главы Донецкой областной государственной администрации.
Народный депутат Украины 3 созыва, секретарь комитета Верховной Рады Украины по вопросам топливно-энергетического комплекса, ядерной политики и ядерной безопасности.
Участвовал в избирательном блоке «Единство».
C 15 июля 2003 по 30 сентября 2003 года занимал должность министра экологии Украины, а с 30 сентября 2003 года по 3 февраля 2005 года — министра охраны окружающей природной среды Украины в правительстве Януковича.
Член НДП.

## Награды
- орден «За заслуги» ІІІ степени (2004)[12].
- Нагрудный знак «Шахтёрская слава» ІІ степени.